# Semtex

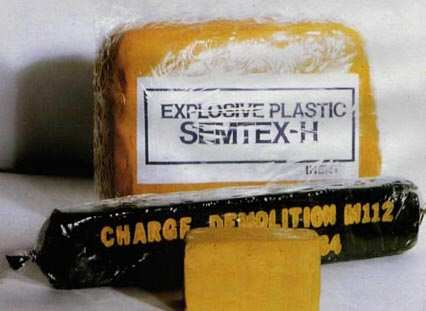
Muestras de semtex y otros explosivos plásticos.

El Semtex es un explosivo plástico de uso general. Los primeros en fabricarlo fueron Semtín Glassworks (en aquel entonces llamados VCHZ Synthesia, y ahora Explosia) en Semtín (un suburbio de Pardubice) en la antigua Checoslovaquia (actualmente en República Checa). Se utiliza de forma comercial en demoliciones y en ciertas aplicaciones militares. El Semtex se hizo conocido debido a sus usos terroristas, ya que, hasta hace poco, era extremadamente difícil de detectar y de fácil obtención. Además es muy efectivo en el terrorismo en aviones. Una cantidad de solo 250 g puede destrozar un avión comercial de pasajeros, como fue el caso del Vuelo 103 de Pan Am.

## Composición, fabricación y uso
Existen dos variedades comunes: A para las explosiones y H (o SE) para el endurecimiento:
|               | Semtex H                                | Semtex A                 |
| ------------- | --------------------------------------- | ------------------------ |
| PENT          | 49.8 %                                  | 94.3 %                   |
| RDX           | 50.2 %                                  | 5.7 %                    |
| Colorante     | Sudan I (rojo anaranjado)               | Sudán IV (marrón rojizo) |
| Antioxidante  | N-fenil-2-naftilamina                   | 1%                       |
| Plastificador | di-n-octil ftalato, tri-n-butil citrato | 9%                       |
| Aglutinante   | estireno-butadieno caucho               | 9,4%                     |

El explosivo fue así llamado por Semtím, un suburbio de Pardubice, en Bohemia del este, donde se fabricó por primera vez el compuesto. Fue inventado en 1966 por Stanislav Brebera, un químico de VCHZ Synthesia. Como otros explosivos plásticos, especialmente el C-4, es fácilmente maleable, pero tiene un rango de temperaturas de uso mayor que otros.
El explosivo fue muy exportado. Es de destacar en este sentido el gobierno de Vietnam que recibió más de 12 toneladas. Sin embargo, el principal consumidor fue Libia donde Omnipol exportó unas 700 toneladas entre 1975 y 1981. También fue usado por militantes islamistas en Oriente Medio y por paramilitares republicanos, como el IRA o el Ejército de Liberación Nacional Irlandés, en Irlanda del norte.
Las exportaciones cayeron después de que su nombre se asociara al terrorismo. En 2001 se producían unas 10 toneladas de Semtex al año, casi todo para su uso nacional. Sus exportaciones fueron controlándose cada vez más, hasta que en el 2002 el gobierno controlaba todas las ventas de Explosia. 
Además, debido a las presiones internacionales, se añadió dinitrato de etilenglicol al Semtex como marcador que produce una firma distintiva de vapor para ayudar en su detección. También se han hecho esfuerzos para reducir su vida útil de los actuales 20 años a 4 o menos, pero esto resulta ser difícil y todo nuevo suministro contiene un código metálico de identificación.
El 25 de mayo de 1997 Bohumil Šole, un científico del que se dijo que había estado involucrado en el invento del Semtex, ató este explosivo a su cuerpo y se suicidó en el spa Priessnitz de Jeseník. Šole, de 63 años, estaba siendo tratado en él por depresión. 20 personas fueron heridas y 6 más sufrieron heridas graves en la explosión. El fabricante, Explosia, sin embargo asegura que este hombre no era miembro del equipo de desarrollo del Semtex.
Actualmente el Semtex se fabrica en Brno, República Checa (aproximadamente 10 toneladas al año).